# Acacia reficiens
Vachellia reficiens là một loài thực vật có hoa trong họ Đậu. Loài này được Wawra miêu tả khoa học đầu tiên.